# Varanus primordius
Varanus primordius är en ödleart som beskrevs av Mertens 1942. Varanus primordius ingår i släktet Varanus och familjen Varanidae. Inga underarter finns listade i Catalogue of Life.
Arten förekommer i norra Northern Territory i Australien. Honor lägger ägg. Denna varanödla lever i savanner och öppna skogar med eukalyptusträd. Den gömmer sig ofta i bergssprickor eller bakom stenar. Ibland grävs hålor i marken.
Antagligen har Varanus primordius inte den giftiga agapaddan som byte. hela populationen anses vara stor. IUCN kategoriserar arten globalt som livskraftig.